# Hannoverscher Sportverein von 1896 1962-1963
Questa voce raccoglie le informazioni riguardanti l'Hannoverscher Sportverein von 1896 nelle competizioni ufficiali della stagione 1962-1963.

## Stagione
Nella stagione 1962-1963 l'Hannover, allenato da Heinz Lucas, concluse il campionato di Oberliga nord al 9º posto.

## Rosa
| N. |                     | Ruolo | Calciatore        |
| -- | ------------------- | ----- | ----------------- |
|    | Germania (bandiera) | P     | Helmut Isendahl   |
|    | Germania (bandiera) | P     | Dieter Meyer      |
|    | Germania (bandiera) | D     | Klaus Bohnsack    |
|    | Germania (bandiera) | D     | Manfred Fahrtmann |
|    | Germania (bandiera) | D     | Peter Flegel      |
|    | Germania (bandiera) | D     | Bernd Kettler     |
|    | Germania (bandiera) | D     | Otto Laszig       |
|    | Germania (bandiera) | D     | Heinz Steinwedel  |
|    | Germania (bandiera) | D     | Peter Stokowy     |
|    | Germania (bandiera) | D     | Helmut Thomassek  |
|    | Germania (bandiera) | D     | Hubert Wiezorek   |
|    | Germania (bandiera) | C     | Hans-Georg Bruhn  |

| N. |                     | Ruolo | Calciatore          |
| -- | ------------------- | ----- | ------------------- |
|    | Germania (bandiera) | C     | Manfred Kowol       |
|    | Germania (bandiera) | C     | Winfried Mittrowski |
|    | Germania (bandiera) | C     | Udo Nix             |
|    | Germania (bandiera) | C     | Wilfried Schott     |
|    | Germania (bandiera) | C     | Fritz Wulf          |
|    | Germania (bandiera) | A     | Heinz Fischer       |
|    | Germania (bandiera) | A     | Otto Hartz          |
|    | Germania (bandiera) | A     | Fred Heiser         |
|    | Germania (bandiera) | A     | Fred Hoff           |
|    | Germania (bandiera) | A     | Georg Kellermann    |
|    | Germania (bandiera) | A     | Friedel Schicks     |
|    | Germania (bandiera) | A     | Boris Schmidtke     |

## Organigramma societario
Area tecnica
- Allenatore: Heinz Lucas
- Allenatore in seconda:
- Preparatore dei portieri:
- Preparatori atletici:
- Analisi video:

## Calciomercato

### Sessione estiva
| Acquisti | Acquisti            | Acquisti            | Acquisti |
| R.       | Nome                | da                  | Modalità |
| -------- | ------------------- | ------------------- | -------- |
| C        | Hans-Georg Bruhn    | Neumünster          |          |
| D        | Otto Laszig         | Schwarz-Weiß Essen  |          |
| C        | Winfried Mittrowski | Vikt. Aschaffenburg |          |

| Cessioni | Cessioni | Cessioni | Cessioni |
| R.       | Nome     | a        | Modalità |
| -------- | -------- | -------- | -------- |

## Risultati

### Oberliga nord

#### Girone di andata
| Arbitro: | R. Seekamp |

|                |           |                                                                      |
| Kellermann 58’ | Marcatori | 15’ Fritzsche 44’ Dörfel 52’, 72’ Seeler 65’ Haack 70’ (rig.) Werner |

| Arbitro: | K. Ohmsen |

|                        |           |           |
| Neumann 30’ Gehrke 61’ | Marcatori | 5’ Heiser |

| Arbitro: | E. Schäfer |

|  |           |              |
|  | Marcatori | 32’ Beckmann |

| Arbitro: | Daniel |

|                         |           |                |
| Lüchau 18’ Wellnitz 45’ | Marcatori | 54’ Kellermann |

| Arbitro: | W. Spiewak |

|                               |           |           |
| Mittrowski 75’ Kellermann 84’ | Marcatori | 12’ Galle |

| Arbitro: | Matelski |

|                                         |           |  |
| Knubbe 43’ Howind 50’, 75’ Voß 61’, 78’ | Marcatori |  |

| Arbitro: | H. Herden |

|                 |           |                  |
| Heiser 18’, 34’ | Marcatori | 46’ (rig.) Ulsaß |

| Arbitro: | R. Seekamp |

|                                  |           |  |
| Wuttich 24’ Moll 65’ Gerwien 84’ | Marcatori |  |

| Arbitro: | G. Pooch |

|                     |           |                      |
| Heitland 78’ (aut.) | Marcatori | 26’ Heyer 59’ Bayerl |

| Arbitro: | K. Ohmsen |

|            |           |  |
| Agurew 72’ | Marcatori |  |

| Arbitro: | D. Basedow |

|                |           |                                 |
| Mittrowski 22’ | Marcatori | 30’ Gretzler 50’ (aut.) Kettler |

| Arbitro: | R. Seekamp |

|            |           |                             |
| Haecks 44’ | Marcatori | 54’ (rig.) Laszig 83’ Bruhn |

| Arbitro: | K. Picker |

| |           |                          |
| Meyer 8’ Thun 30’ (rig.), 32’ Zebrowski 56’, 79’, 87’ Soya 72’ Hänel 76’ Jagielski 82’ (rig.) Schimeczek 86’ | Marcatori | 69’ Kellermann 89’ Hartz |

| Arbitro: | Wilkens |

|                           |           |  |
| Heiser 69’, 70’ Hartz 76’ | Marcatori |  |

| Arbitro: | W. Spiewak |

|                                          |           |         |
| Winkelmann 35’ Klose 67’ Noak 85’ (rig.) | Marcatori | 15’ Nix |

#### Girone di ritorno
| Arbitro: | Daniel |

|               |           |                        |
| Vormelker 49’ | Marcatori | 70’ Kellermann 85’ Nix |

| Hannover 16 dicembre 1962 17ª giornata | Hannover 96 | 0 – 0 referto | Neumünster | Niedersachsenstadion (2 800 spett.)\| Arbitro: \| E. Schäfer \| |
| Arbitro:                               | E. Schäfer  |               |            |                                                                 |

| Arbitro: | K. Ohmsen |

|              |           |                           |
| Schipper 89’ | Marcatori | 38’ Heiser 67’ Kellermann |

| Arbitro: | W. Link |

|                          |           |  |
| Kellermann 48’ Hartz 60’ | Marcatori |  |

| Arbitro: | G. Pooch |

|                                |           |          |
| Kellermann 28’, 51’ Heiser 38’ | Marcatori | 60’ Soya |

| Arbitro: | J. Redelfs |

|                       |           |                       |
| Schwalm 65’ Dobat 67’ | Marcatori | 13’ Laszig 41’ Heiser |

| Arbitro: | W. Höfel |

|                   |           |                        |
| Laszig 48’ (rig.) | Marcatori | 28’ Hufgard 36’ Graber |

| Arbitro: | D. Basedow |

|  |           |             |
|  | Marcatori | 65’ Wuttich |

| Arbitro: | E. Sturm |

|                                      |           |                            |
| Ulsaß 34’ (rig.), 58’ Perau 58’, 71’ | Marcatori | 46’ (rig.), 54’ Kellermann |

| Arbitro: | H. Lutz |

|                                           |           |  |
| Bruhn 8’, 16’ Kellermann 44’ Bohnsack 89’ | Marcatori |  |

| Arbitro: | E. Schäfer |

|                      |           |                       |
| Boyens 12’ Greif 35’ | Marcatori | 14’ Hartz 25’ Schicks |

| Arbitro: | R. Seekamp |

|                                                                     |           |                                     |
| Schmidtke 7’ Laszig 19’ (rig.), 57’ Kellermann 37’, 70’ (rig.), 85’ | Marcatori | 17’ Framheim 43’ Wellnitz 64’ Kurth |

| Arbitro: | J. Redelfs |

|                             |           |  |
| Beckmann 3’, 47’ Lattek 30’ | Marcatori |  |

| Arbitro: | U. Wolf |

|               |           |  |
| Schmidtke 40’ | Marcatori |  |

| Arbitro: | G. Pooch |

|          |           |                          |
| Wulf 14’ | Marcatori | 40’, 65’ Nix 70’ Schicks |

## Statistiche

### Statistiche di squadra
| Competizione  | Punti | In casa | In casa | In casa | In casa | In casa | In casa | In trasferta | In trasferta | In trasferta | In trasferta | In trasferta | In trasferta | Totale | Totale | Totale | Totale | Totale | Totale | DR  |
| Competizione  | Punti | G       | V       | N       | P       | Gf      | Gs      | G            | V            | N            | P            | Gf           | Gs           | G      | V      | N      | P      | Gf     | Gs     | DR  |
| ------------- | ----- | ------- | ------- | ------- | ------- | ------- | ------- | ------------ | ------------ | ------------ | ------------ | ------------ | ------------ | ------ | ------ | ------ | ------ | ------ | ------ | --- |
| Oberliga nord | 27    | 15      | 8       | 1       | 6       | 27      | 20      | 15           | 4            | 2            | 9            | 20           | 41           | 30     | 12     | 3      | 15     | 47     | 61     | -14 |
| Totale        | 27    | 15      | 8       | 1       | 6       | 27      | 20      | 15           | 4            | 2            | 9            | 20           | 41           | 30     | 12     | 3      | 15     | 47     | 61     | -14 |

### Andamento in campionato
| Giornata  | 1  | 2  | 3  | 4  | 5  | 6  | 7  | 8  | 9  | 10 | 11 | 12 | 13 | 14 | 15 | 16 | 17 | 18 | 19 | 20 | 21 | 22 | 23 | 24 | 25 | 26 | 27 | 28 | 29 | 30 |
| --------- | -- | -- | -- | -- | -- | -- | -- | -- | -- | -- | -- | -- | -- | -- | -- | -- | -- | -- | -- | -- | -- | -- | -- | -- | -- | -- | -- | -- | -- | -- |
| Luogo     | C  | T  | C  | T  | C  | T  | C  | T  | C  | T  | C  | T  | T  | C  | T  | T  | C  | T  | C  | C  | T  | C  | C  | T  | C  | T  | C  | T  | C  | T  |
| Risultato | P  | P  | P  | P  | V  | P  | V  | P  | P  | P  | P  | V  | P  | V  | P  | V  | N  | V  | V  | V  | N  | P  | P  | P  | V  | N  | V  | P  | V  | V  |
| Posizione | 15 | 15 | 15 | 15 | 15 | 16 | 15 | 16 | 16 | 16 | 16 | 16 | 16 | 15 | 16 | 14 | 15 | 15 | 13 | 11 | 11 | 11 | 14 | 15 | 13 | 13 | 11 | 12 | 11 | 9  |

Legenda:

Luogo: C = Casa; T = Trasferta. Risultato: V = Vittoria; N = Pareggio; P = Sconfitta.

### Statistiche dei giocatori
| K. Bohnsack   | 23 | 1  | 0 | 0 |
| H. Bruhn      | 27 | 3  | 0 | 0 |
| M. Fahrtmann  | 20 | 0  | 0 | 0 |
| H. Fischer    | 0  | 0  | 0 | 0 |
| P. Flegel     | 8  | 0  | 0 | 0 |
| O. Hartz      | 22 | 4  | 0 | 0 |
| F. Heiser     | 28 | 8  | 0 | 0 |
| F. Hoff       | 3  | 0  | 0 | 0 |
| H. Isendahl   | 1  | 0  | 0 | 0 |
| G. Kellermann | 30 | 15 | 0 | 0 |
| B. Kettler    | 21 | 0  | 0 | 0 |
| M. Kowol      | 8  | 0  | 0 | 0 |
| O. Laszig     | 17 | 5  | 0 | 0 |
| D. Meyer      | 29 | 0  | 0 | 0 |
| W. Mittrowski | 25 | 2  | 0 | 0 |
| U. Nix        | 20 | 4  | 0 | 0 |
| F. Schicks    | 12 | 2  | 0 | 0 |
| B. Schmidtke  | 7  | 2  | 0 | 0 |
| W. Schott     | 0  | 0  | 0 | 0 |
| H. Steinwedel | 21 | 0  | 0 | 0 |
| P. Stokowy    | 0  | 0  | 0 | 0 |
| H. Thomassek  | 0  | 0  | 0 | 0 |
| H. Wiezorek   | 3  | 0  | 0 | 0 |
| F. Wulf       | 5  | 0  | 0 | 0 |